# Turgescence

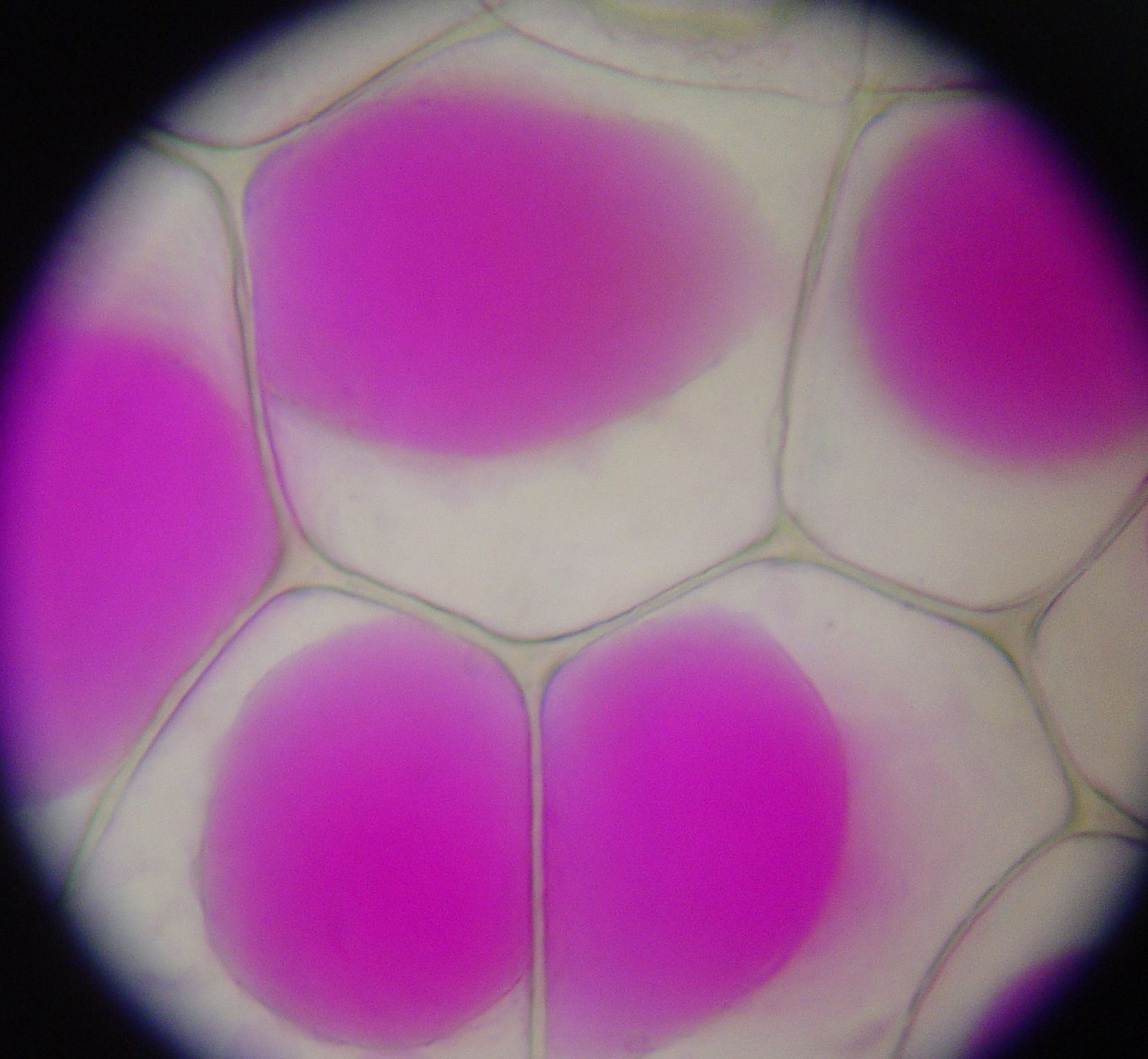
Avant la turgescence ...

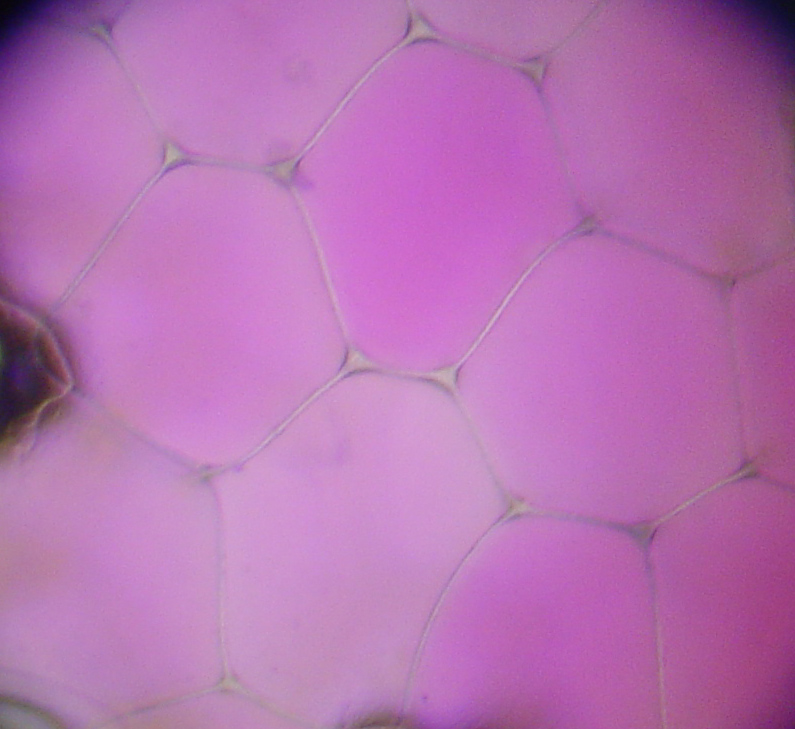
...et après.

La turgescence est l'état d'une cellule vivante dilatée par l'eau qui y est entrée, et qui s'accumule dans ses vacuoles ou ses vésicules.

## Mécanisme
L'eau étant devenue abondante dans la vacuole, la pression exercée de l'intérieur de la cellule vers le milieu s'exerce sur la paroi primaire. Ce phénomène est appelé pression de turgescence.
L'entrée d'eau est elle-même causée par le phénomène de l'osmose, selon lequel deux milieux de concentrations différentes et séparés par une membrane semi-perméable (laissant passer l'eau mais non les substances dissoutes) opèrent un échange : l'eau du milieu le moins concentré (milieu ou solution hypotonique) traverse la paroi ce qui permet de rétablir l’équilibre des concentrations, ce flux traduisant la pression osmotique.
Lorsque l'eau entre dans la cellule végétale, la vacuole se remplit et grossit et ses membranes se tendent. On parle alors de turgescence des cellules. L'eau des cellules exerce une pression sur leur paroi et donne de la rigidité aux parties souples de la plante (tiges, feuilles, jeunes pousses...).
Si les cellules se vident d'eau, la turgescence cesse, les vacuoles se rétractent, les membranes cytoplasmiques se décollent de la paroi, les parties souples de la plante s'amollissent et celle-ci se fane. L'état de turgescence est normalement constant, c'est lui qui régénère les ressources en eau de la plante[pas clair].
Le phénomène inverse est la plasmolyse (en milieu ou solution hypertonique).
Lorsque la concentration du milieu est identique à celle de la cellule (milieu isotonique), on parle de cellules flasques.

## Cellules animales
On ne parle pas de turgescence pour les cellules animales, car en l'absence de paroi, elles ne sont limitées que par leur membrane plasmique. Lorsque trop d'eau entre à l'intérieur, dans une solution très hypotonique, cette membrane éclate et la cellule meurt (lyse cellulaire).